# Symmachia miron
Espèce
Symmachia miron est une espèce d'insectes lépidoptères de la famille des Riodinidae et du genre Symmachia.

## Taxonomie
Symmachia miron a été décrit par Grose-Smith en 1898.

## Liste des sous-espèces
Selon BioLib (4 novembre 2020) :
- Symmachia miron miron
- Symmachia miron pulchellita Brévignon & Gallard, 1992 ; présent en Guyane[1].

## Description
Symmachia miron est un papillon au dessus de l'abdomen rouge, aux ailes antérieures à bord costal bossu.
Le dessus des ailes antérieures est noir avec une bande rouge le long du bord interne, deux grands triangles blancs à base accolée au bord costal et bade de taches blanches au milieu de l'aire postdiscale.
Les dessus des ailes postérieures est rouge bordé de noir.
Le revers est noir et blanc avec la même ornementation aux ailes antérieures, avec une bande blanche le long du bord interne et aux ailes postérieures une ornementation semblables de grandes taches blanches sur des ailes noires.

## Écologie et distribution
Symmachia miron est présent en Équateur et en Guyane,.

### Biotope
Il réside dans la forêt proche de la côte.

### Protection
Pas de statut de protection particulier.